# Georg Sebastian Dillner

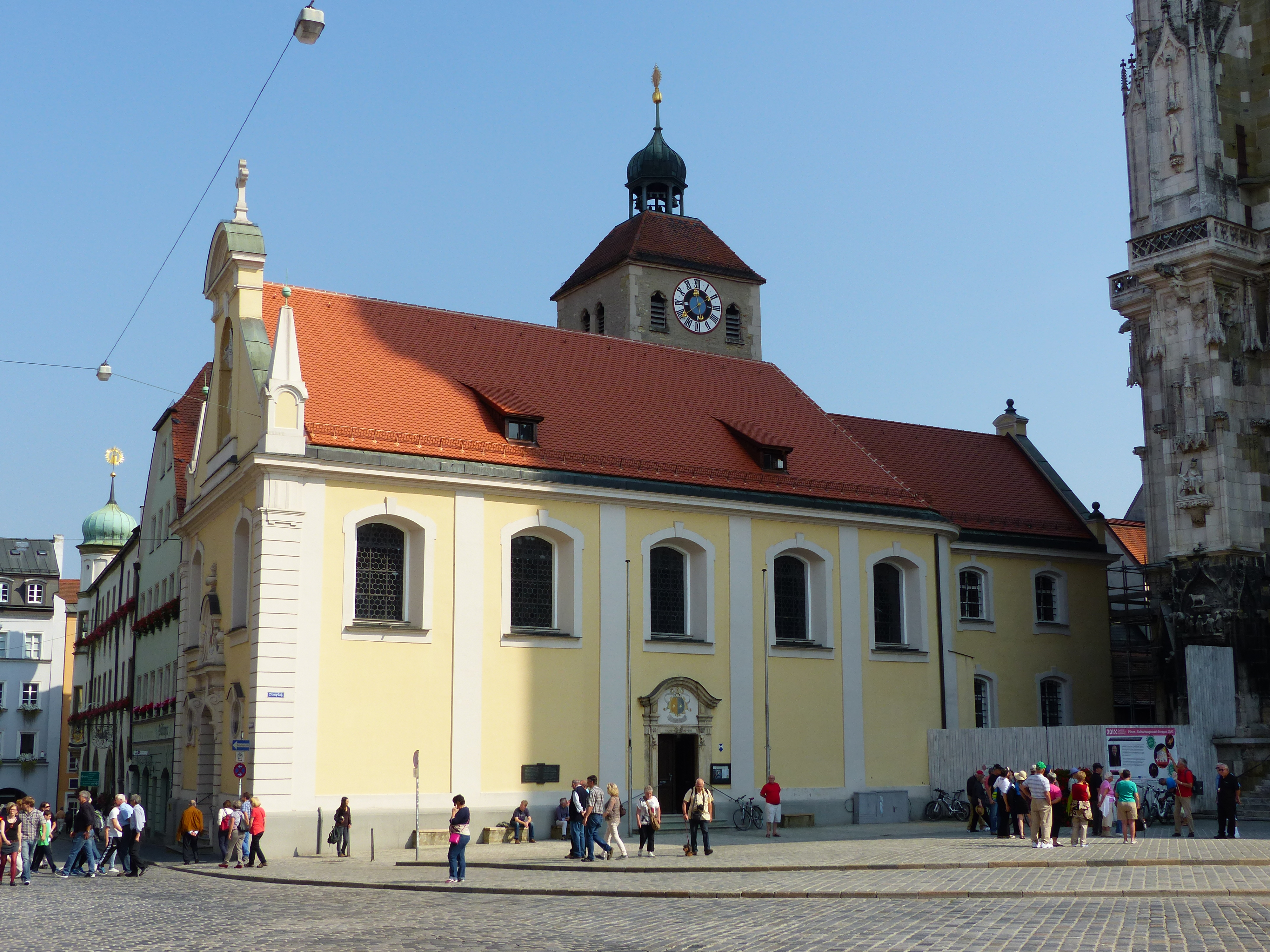
Stiftskirche St. Johann

Georg Sebastian Dillner (* 1721; † 1775) war ein deutscher römisch-katholischer Theologe und Naturaliensammler.

## Leben
Georg Sebastian Dillner wurde 1756 als Kanonikus in das Kollegiatstift St. Johann zu Regensburg aufgenommen und 1772 zum Stiftsdekan gewählt.
Er baute in Regensburg eine reichhaltige 1356 Nummern umfassende Naturaliensammlung mit Mineralien, Fossilien und tierischen und pflanzlichen Präparaten auf. Daneben richtete er in seiner Wohnung im Kanonikalhof Weißbräuhausgasse Ecke Königsstraße ein Kunstkabinett mit 520 Gemälden, Aquarellen, Radierungen und Kupferstichen sowie eine 2763 Werke umfassende Bibliothek ein.
1774 wurde er Mitglied der Gesellschaft naturforschender Freunde zu Berlin. Am 20. Oktober 1774 wurde Georg Sebastian Dillner mit dem akademischen Beinamen Philolaus Crotoniensis II. als Mitglied (Matrikel-Nr. 802) in die Leopoldina aufgenommen.
Für den Verkauf der Naturaliensammlung wurde nach seinem Tod ein Katalog erstellt und 1777 publiziert. Darunter ein Wollnashornfund von 1774 aus der Donau bei Donaustauf (Slg. Nr. 1072). Am 7. Dezember 1778 wurde das gesamte Dillnersche Naturalienkabinett für 4000 Gulden vom bayerischen Kurfürsten Karl Theodor  für die Akademie der Wissenschaften in München erworben.